# 나준하
나준하(1988년 2월 21일~)은 대한민국의 더 넛츠 멤버이자 파라마운트뮤직 소속이다.

## 학력
- 경기고등학교 (졸업)
- 미들섹스 대학교 BMus(Hons) 프로음악 공연학과 (졸업)
- 동국대학교 대학원 멀티미디어 컴퓨터음악학과 (졸업)